# Džúngarsko-čchingské války
Džúngarsko-čchingské války v letech 1690–1759 byla série válek mezi Džúngarským chanátem a říší Čching o kontrolu nad centrální Asií, která skončila pohlcením Džúngarska říší Čching.

## Průběh válek
První džúngarsko-čchingská válka proběhla v letech 1690–1697. Započala střetem Džúngarského chanátu a říše Čching o chalchaské Mongolsko. Táhnoucí se spory mezi chány Chalchy a mezi některými z nich a Džúngary vyústily ve válku mezi Džúngary a chalchským Tüšetü-chánem Čichundordžem. Roku 1688 džúngarský chán Galdan vtrhl do Chalchy a rozdrtil Čichundordže (který s bratrem Dzanabadzarem a svými lidmi roku 1691 přijal čchingské poddanství). Říše Čching roku 1690 reagovala tažením proti Džúngarům. Džúngarové odolali prvnímu čchingskému náporu, nicméně v samotném Džúngarsku vypuklo povstání proti Galdanovi vedené jeho příbuzným Cevan Rabdanem a Galdan se ocitl pod tlakem ze dvou stran. Roku 1697 zemřel a válka skončila, přičemž Chalcha zůstala Čchingům.
Druhá džúngarsko-čchingská válka proběhla v letech 1715–1739. Džúngarský vládce Cevan Rabdan obnovil moc Džúngarů a začal po říši Čching žádat navrácení zemí dříve nležejících Džúngarům. Válečné akce začaly roku 1717 džúngarským dobytím Chami. Koncem roku 1722 zemřel čchingský císař Kchang-si, válka poté utichla, když čchingská ani džúngarská vojska neútočila. Až roku 1729 čchingský císař Jung-čeng (vládl 1722–1735) obnovil boje, nicméně ani jedna strana nebyla schopna získat rozhodující převahu. Začaly dlouhé rozhovory, dokončené až za vlády následujícího čchingského císaře Čchien-lunga. Byla dohodnuta hranice na Altaji a jezeru Ubsa núr, obnovení obchodu a svobodné cestování pro poutníky do a z Tibetu.
Třetí džúngarsko-čchingská válka proběhla v letech 1755–1759. Po smrti džúngarského vládce Galdan Cerena Džúngaři oslabili kvůli sporům o trůn a část jich začala přebíhat k říši Čching. Roku 1754 jeden z pretendentů na vládu nad Džúngary – Amursana – nabídl čchingské vládě své podřízení, pokud mu pomůže stát se panovníkem. Roku 1755 čchingská armáda s Amursanou vtáhla do Džúngarska a obsadila ho. Čchingský císař však nedal Amursanovi vládu nad všemi Džúngary, místo toho chtěl Džúngarsko rozdělit. Amursana proto vyvolal povstání proti Čchingům. Následující rok, 1756, povstali i chalchaští Mongolové. Roku 1757 přešly čchingské armády do ofenzivy a do roku 1759 povstání zadusily.